# Koraalboom
De koraalboom, koraalstruik of (Afrikaans leenwoord) kafferboom (wetenschappelijke naam: Erythrina, van het Griekse ερυθρός, erythrós, dat rood betekent) is een geslacht van bedektzadige planten uit de vlinderbloemenfamilie (Fabaceae). Er zijn ongeveer 120 soorten, die alle in de tropen en subtropen groeien. De meeste soorten kunnen bomen van tot 30 m hoog worden. Veel soorten hebben opvallende rode bloemen.

## Kenmerken

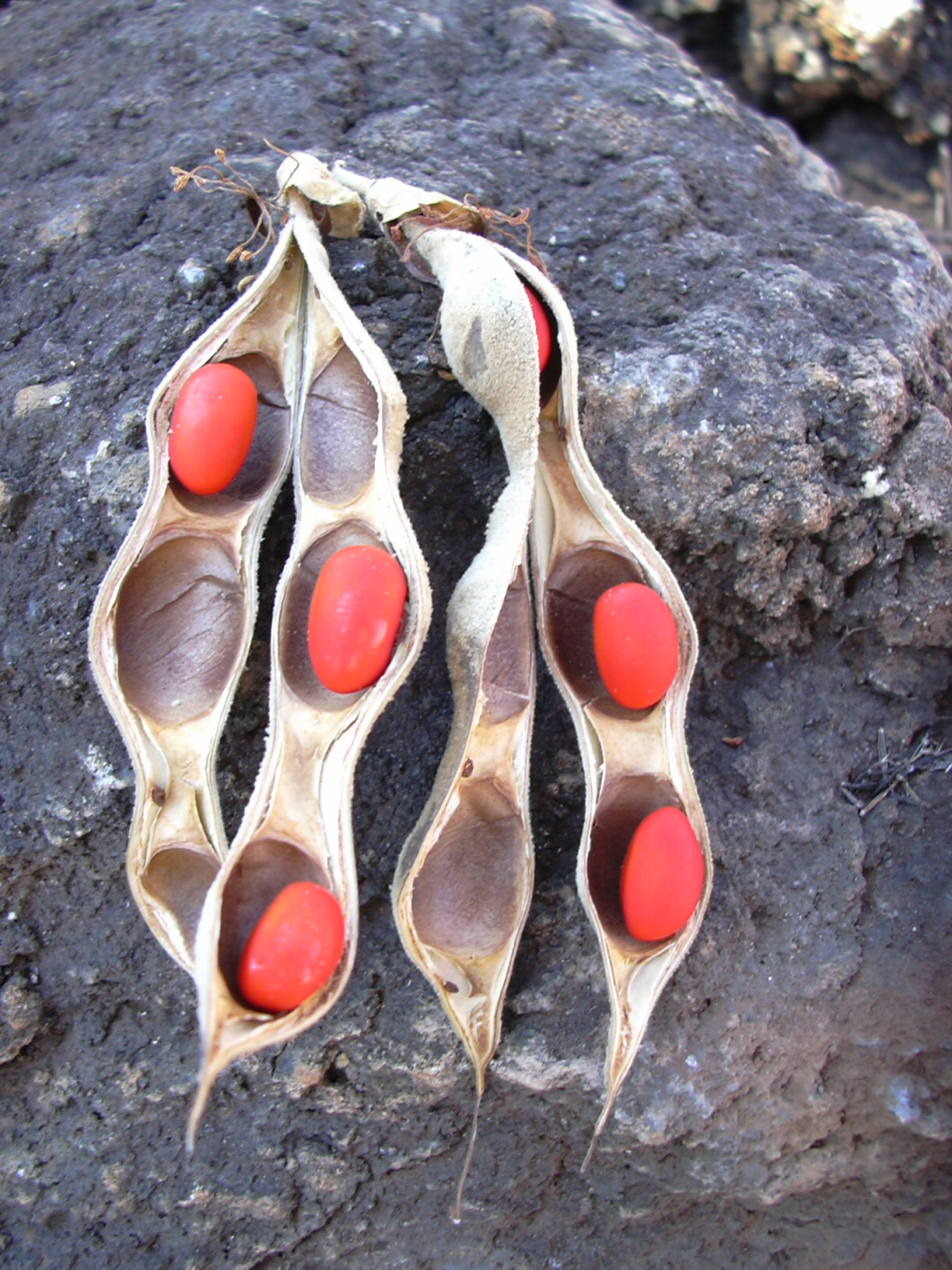
Vruchtomhulsel met zaden van de wiliwili (Erythrina sandwicensis).

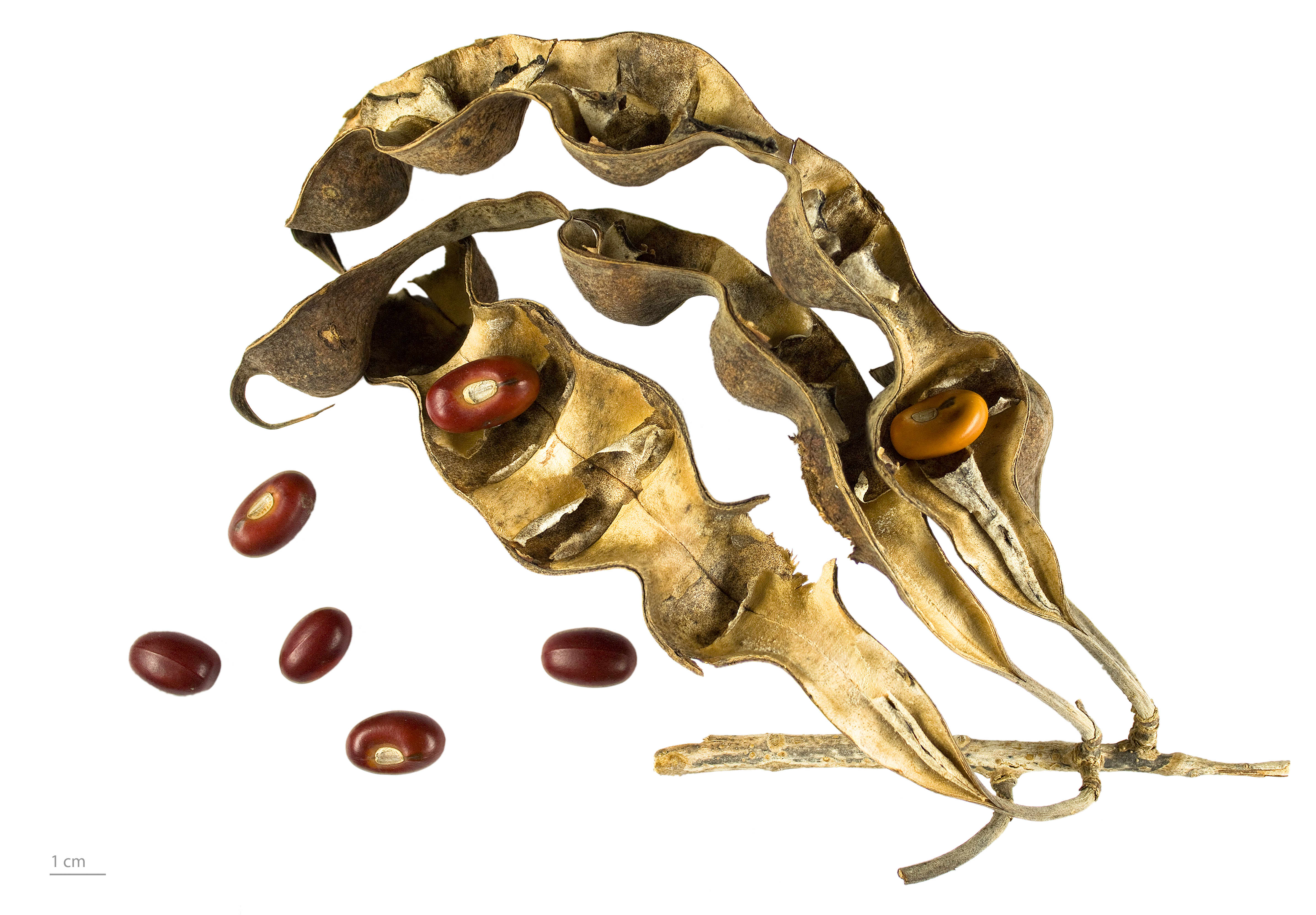
Erythrina flabelliformis

De meeste koraalbomen zijn boomgrote planten of grote struiken, vaak met een wat knoestig profiel. De wortels vormen vaak knollen en zijn soms succulent. Het laatste geldt soms ook voor de stam, die bij veel soorten met stekels bedekt is. De bladeren groeien altijd met drie aan een stengel. Zowel deze stengels als de bladen apart gaan vergezeld van een steunblaadje.
De bloemen groeien in pluimen, vanuit de bladoksels of alleenstaand, afhankelijk van de soort. Ze bestaan uit vijf kelk- en kroonbladeren. De kelkbladeren zijn tot een schelpvormige structuur vergroeid, die afhankelijk van de soort vele vormen aan kan nemen. Typisch zijn de bloemen opvallend scharlaken- of koraalrood, vandaar de naam koraalboom. Dit is echter niet bij alle soorten het geval: de wiliwili (Erythrina sandwicensis), die inheems is op Hawaï, heeft zalmroze tot oranjekleurige bloemen.
Behalve enkele onvruchtbare kruisingen, dragen alle soorten peul-achtige ketens van vruchten, waarbij zich in elke vrucht een of meer zaden bevinden. De zaden zijn bijzonder licht en blijven drijven, zodat ze over grote afstanden door water getransporteerd kunnen worden.

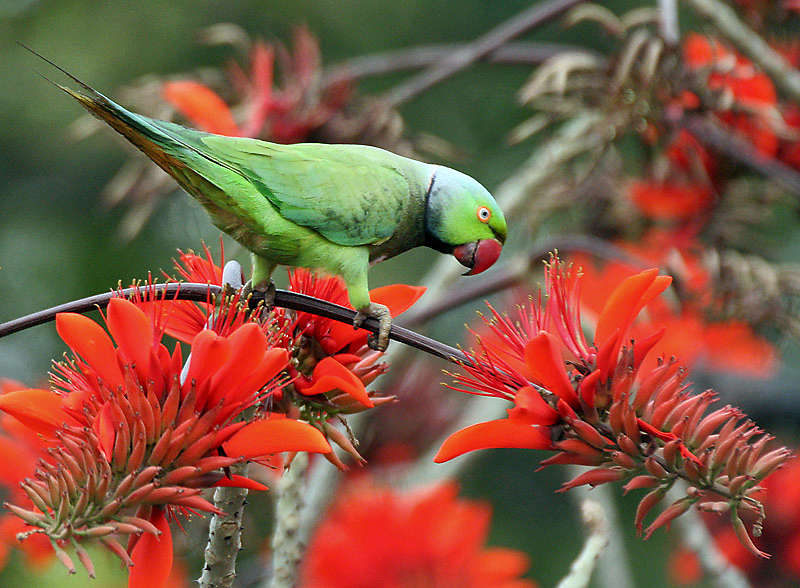
Halsbandparkiet bij de bloemen van een Indische koraalboom (E. variegata).

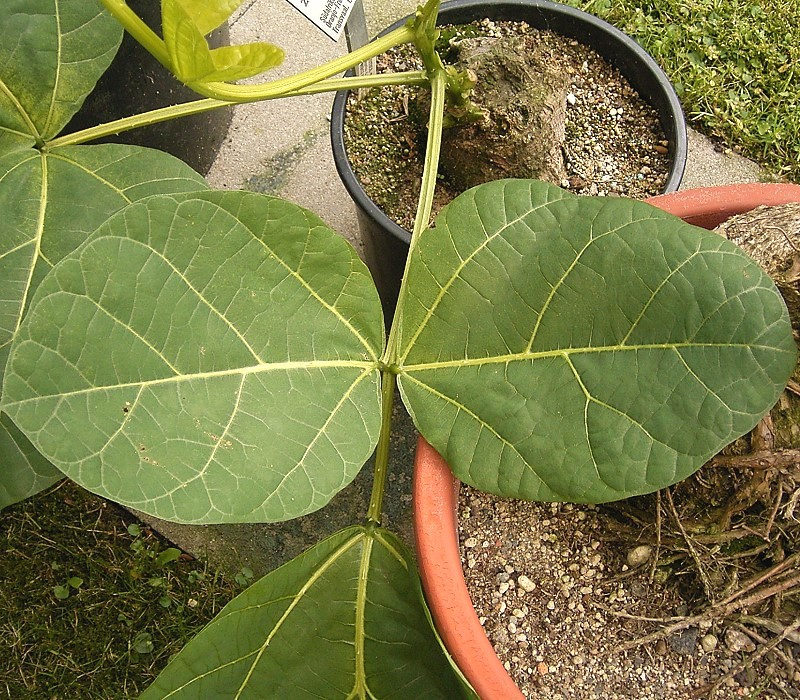
Bladeren bij Erythrina speciosa.

## Ecologie
De bladeren van koraalbomen dienen als voedsel voor de larven van veel vlindersoorten, waaronder de wortelboorder Endoclita damor en de beervlinders Hypercompe eridanus en Hypercompe icasia. De mijt Tydeus munsteri is een schadelijke parasiet op de koraalboom Erythrina caffra.
De nectarrijke bloemen van koraalbomen bieden veel vogelsoorten voedsel. In het Neotropisch gebied zijn dit meestal kolibries, zoals de zwaluwstaartkolibrie (Eupetomena macroura), de zwartkeelmango (Anthracothorax nigricollis) en de groenborstmango (Anthracothorax prevostii). In Azië voeden diverse soorten lori's, spreeuwen van het geslacht Leucopsar en de zwarte drongo (Dicrurus macrocercus) zich met nectar van koraalbomen.
De zaden worden door veel soorten vogels gegeten, waaronder de merel (Turdus merula).

## Menselijk gebruik
Sommige soorten koraalbomen worden in de tropen als parkplant gebruikt. In plantages wordt de boom gebruikt om schaduw te geven aan koffieplanten of cacaoplanten. In het Sranantongo wordt de koraalboom of een bepaalde soort uit dit geslacht dan ook koffiemama genoemd. Behalve voor schaduw worden koraalbomen op plantages ook als versteviging voor het wingewas aangeplant. De soort Erythrina lanceolata wordt gebruikt om vanilleplanten tegenaan te laten groeien. In Assam worden koraalbomen in plantages gebruikt om de pati betboom (Schumannianthus dichotoma) versteviging te bieden. Materiaal van de laatste soort wordt gebruikt om er matten van te vlechten.
In Vietnam worden de bladeren van koraalbomen gebruikt om nem in te wikkelen, een gerecht bestaande uit varkensvlees.
De zaden van een aantal soorten bevatten alkaloïden waaraan een geneeskrachtige werking wordt toegeschreven, zoals scoulerine, erythravine, erysodine en erysovine. Ze worden gebruikt in de traditionele geneeskunde, maar de zaden zijn giftig voor de mens en overdoses kunnen een fatale afloop hebben.

## Culturele betekenis
Zowel in de hindoeïstische als boeddhistische mythologie spelen koraalbomen een rol. Volgens hindoeïstische geschriften zou in de tuinen van de hindoeïstische god Indra in de mythische wereld Svarga de koraalboom Erythrina stricta groeien. Volgens religieuze teksten van het mahayana-boeddhisme zou de koraalboom Erythrina variegata in het mythische land Sukhavati groeien.
De soort Erythrina crista-galli is de nationale bloem van Argentinië en Uruguay. De Venezolaanse deelstaten Mérida en Trujillo hebben respectievelijk Erythrina poeppigiana en Erythrina fusca als symbool. Erythrina caffra is een symbool van de Amerikaanse stad Los Angeles. De Japanse prefectuur Okinawa en de Thaise provincie Pathum Thani gebruiken Erythrina variegata als bloemsymbool.

## Taxonomie

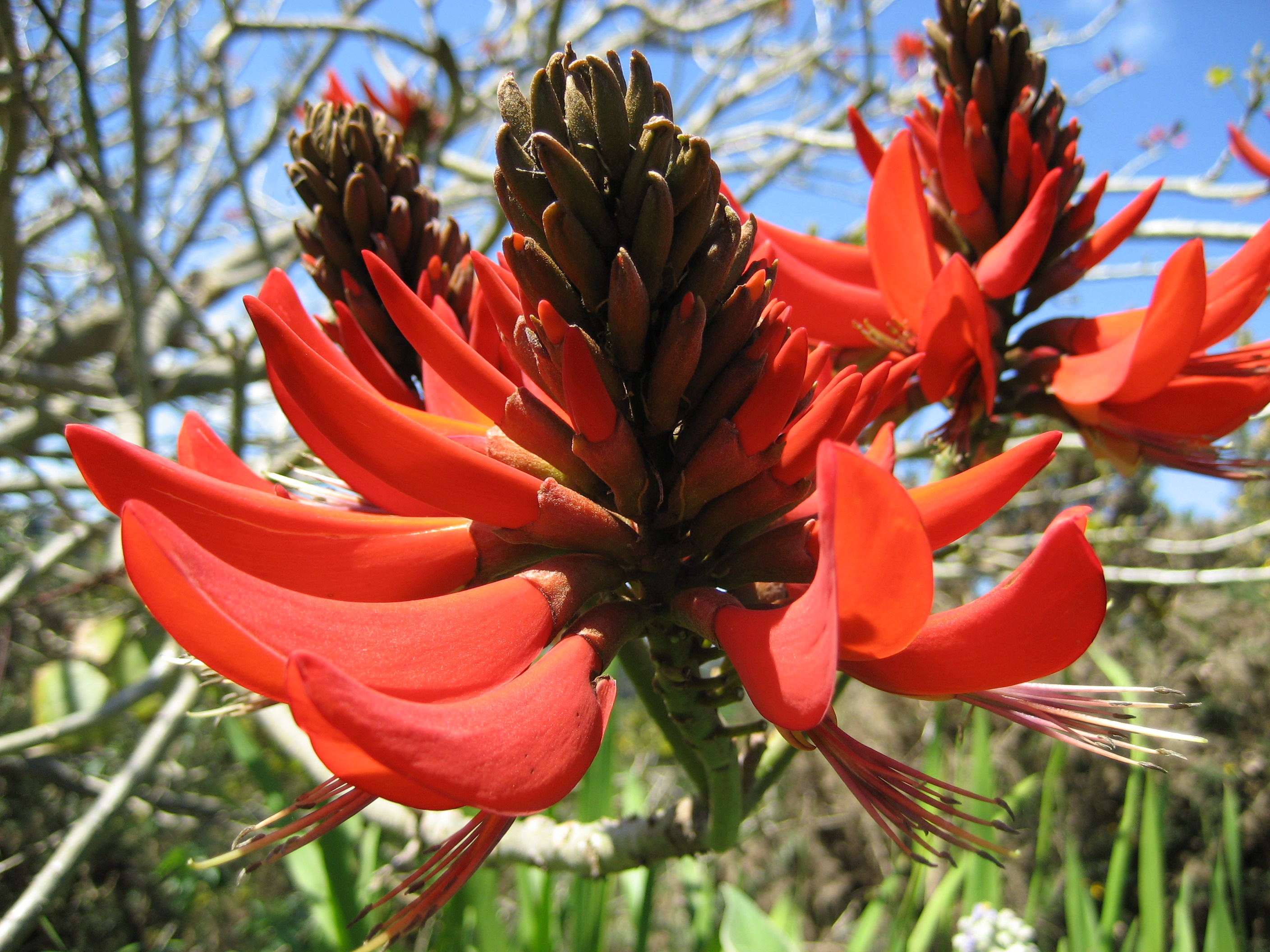
Bloemen van Erythrina ×sykesii, Auckland, Nieuw-Zeeland.

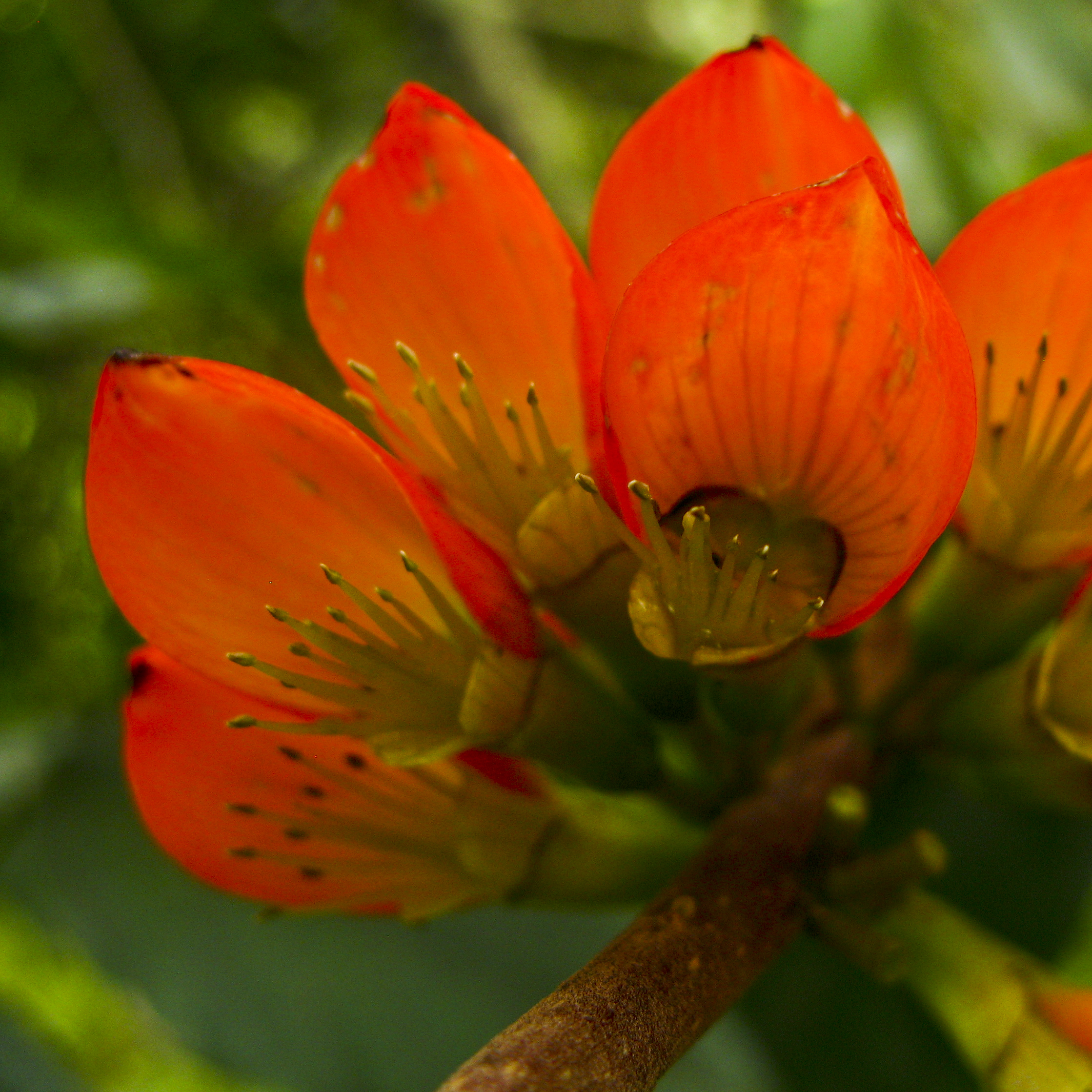
Bloemen van Erythina edulis, Cundinamarca, Colombia.

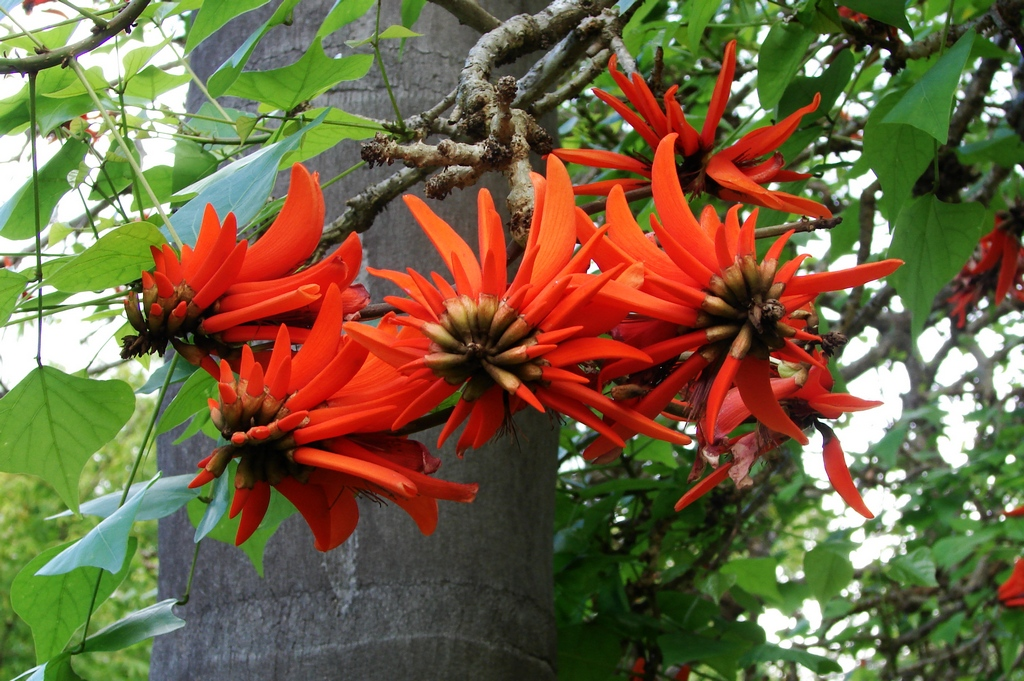
Bloemen van Erythrina lysistemon, Zuid-Afrika

Een aantal synoniemen zijn Chirocalyx, Corallodendron, Duchassaingia, Hypaphorus, Micropteryx en Tetradapa. De soorten Butea monosperma en Piscidia piscipula werden vroeger ook tot het geslacht Erythrina gerekend, als respectievelijk Erythrina monosperma en Erythrina piscipula.

### Incomplete lijst soorten
- Erythrina abyssinica DC.
- Erythrina americana Mill. - (Mexico)
- Erythrina ankaranensis Du Puy & Labat - (Madagaskar)
- Erythrina atitlanensis Krukoff & Barneby
- Erythrina berteroana Urb.
- Erythrina burana Chiov. - (Ethiopië)
- Erythrina caffra Thunb. - (zuidoosten van Afrika)
- Erythrina corallodendron L. - (Hispaniola, Jamaica)
- Erythrina coralloides DC. - Engels: Flame Coral Tree, Naked Coral Tree (Arizona, Mexico)
- Erythrina crista-galli L. - Spaans: ceibo, seíbo, bucaré (Argentinië, Uruguay, Brazilië, Paraguay)
- Erythrina decora Harms
- Erythrina edulis Micheli - (Andes)
- Erythrina eggersii Krukoff & Moldenke - Engels: Cock's-spur, Spaans: espuela de gallo, piñón espinoso (Maagdeneilanden, Puerto Rico)
- Erythrina elenae Howard & Briggs - (Cuba)
- Erythrina euodiphylla Hassk. ex Backh. - (Indonesië)
- Erythrina falcata Benth. - (Brazilië)
- Erythrina flabelliformis Kearney
- Erythrina fusca Lour. - Engels: Purple Coral Tree, Frans: bois immortelle, Portugees: bucaré anauco, Spaans: bucayo, gallito (tropen wereldwijd)
- Erythrina haerdii Verdc. - (Tanzania)
- Erythrina hazomboay Du Puy & Labat - (Madagaskar)
- Erythrina herbacea L. - Engels: Coral Bean, Cherokee Bean, Red Cardinal, Cardinal Spear (zuidoosten van de Verenigde Staten, noordoosten van Mexico)
- Erythrina humeana Spreng. - Engels: Natal Coral Tree, Dwarf Coral Tree (Zuid-Afrika)
- Erythrina lanceolata Standl.
- Erythrina latissima E.Mey.
- Erythrina lysistemon Hutch. - transvaalkaffirboom, Engels: Common Coral Tree, Lucky Bean Tree (Zuid-Afrika)
- Erythrina madagascariensis Du Puy & Labat - (Madagaskar)
- Erythrina megistophylla (Ecuador)
- Erythrina mulungu Diels Mart. -, mulungu (Brazilië)
- Erythrina perrieri R.Viguier - (Madagaskar)
- Erythrina poeppigiana (Walp.) O.F.Cook - Spaans: bucare ceibo (noorden van Zuid-Amerika)
- Erythrina polychaeta Harms - (Ecuador)
- Erythrina rubrinervia Kunth
- Erythrina sacleuxii Hua - (Kenia, Tanzania)
- Erythrina sandwicensis - O.Deg. - wiliwili (Hawaï)
- Erythrina schimpffii Diels - (Ecuador)
- Erythrina schliebenii Harms - Engels: Lake Latumba Erythrina (uitgestorven: 1938)
- Erythrina senegalensis DC.
- Erythrina speciosa Andrews - (Brazilië)
- Erythrina stricta Roxb. - mandara of mandaraboom (Zuidoost-Azië)
- Erythrina suberosa Roxb.
- Erythrina tahitensis Nadeaud - (Tahiti)
- Erythrina tuxtlana Krukoff & Barneby - (Mexico)
- Erythrina variegata L. - Indische koraalboom, Engels: Indian Coral Tree, Tiger's Claw, Sunshine Tree, Japans: deigo, Bengali: madar, Tibetaans: madaraba, Thais: thong lang, Vietnamees: vông nem
- Erythrina velutina Willd. - (Caribisch gebied, Zuid-Amerika, Galápagoseilanden)
- Erythrina vespertilio Benth. - Engels: Bat's Wing Coral Tree, Grey Corkwood, bean tree (Australië)
- Erythrina zeyheri Harv. - Engels: Ploughbreaker

... · 
Abrus · 
Acacia · 
Acosmium · 
Adenanthera · 
Adenocarpus · 
Adenodolichos · 
Adenopodia · 
Adesmis · 
Aenictophyton · 
Aeschynomene · 
Afzelia · 
Aganope · 
Albizia · 
Alhagi · 
Alysicarpus · 
Amblygonocarpus · 
Amherstia · 
Andira · 
Angylocalyx · 
Aotus · 
Anthyllis · 
Arachis · 
Archidendropsis · 
Aspalathus · 
Astragalus (hokjespeul) · 
Austrosteenisia · 
Baphia · 
Bauhinia · 
Brachystegia · 
Bolusafra · 
Butea · 
Caesalpinia · 
Cajanus · 
Calicotome · 
Carmichaelia · 
Carrissoa · 
Cassia · 
Castanospermum · 
Ceratonia · 
Chamaecytisus · 
Cicer · 
Clianthus · 
Clitoria · 
Cordyla · 
Coronilla · 
Crotalaria · 
Cyamopsis · 
Cyclopia (honingbos) · 
Cytisus · 
Dalbergia · 
Daviesia · 
Delonix · 
Derris · 
Dialium · 
Dicraeopetalum · 
Dichrostachys · 
Dipteryx · 
Enterolobium · 
Eperua · 
Erythrina (koraalboom) · 
Erythrophleum · 
Faidherbia · 
Genista (heidebrem) · 
Glycine · 
Glycyrrhiza · 
Hardenbergia · 
Hovea · 
Indigofera · 
Inga · 
Lathyrus · 
Lens · 
Lonchocarpus · 
Lotus (rolklaver) · 
Lupinus (lupine) · 
Macrotyloma · 
Medicago (rupsklaver) · 
Melilotus (honingklaver) · 
Mimosa · 
Mora · 
Myroxylon · 
Newtonia · 
Onobrychis · 
Ononis (stalkruid) · 
Ormosia · 
Ougeinia · 
Pachyrhizus · 
Parkia · 
Parkinsonia · 
Parochetus · 
Pericopsis · 
Phaseolus · 
Physostigma · 
Pisum (erwt) · 
Prosopis · 
Psophocarpus · 
Psoralea · 
Pterocarpus · 
Pueraria · 
Racosperma · 
Robinia · 
Rothia · 
Securigera · 
Senegalia · 
Senna · 
Serianthes · 
Sesbania · 
Sophora · 
Spartium · 
Sphenostylis · 
Streblorrhiza · 
Strongylodon · 
Stylosanthes · 
Styphnolobium · 
Swainsona · 
Tamarindus · 
Tephrosia · 
Teramnus · 
Tetragonolobus · 
Tetrapleura · 
Trifolium (klaver) · 
Trigonella (hoornklaver) · 
Ulex · 
Uraria · 
Vachellia · 
Vicia (wikke) · 
Vigna · 
Viminaria · 
Virgilia · 
Wisteria (blauweregen) · 
Zornia · 
Zygocarpum · 
...